# 翠嶺峰

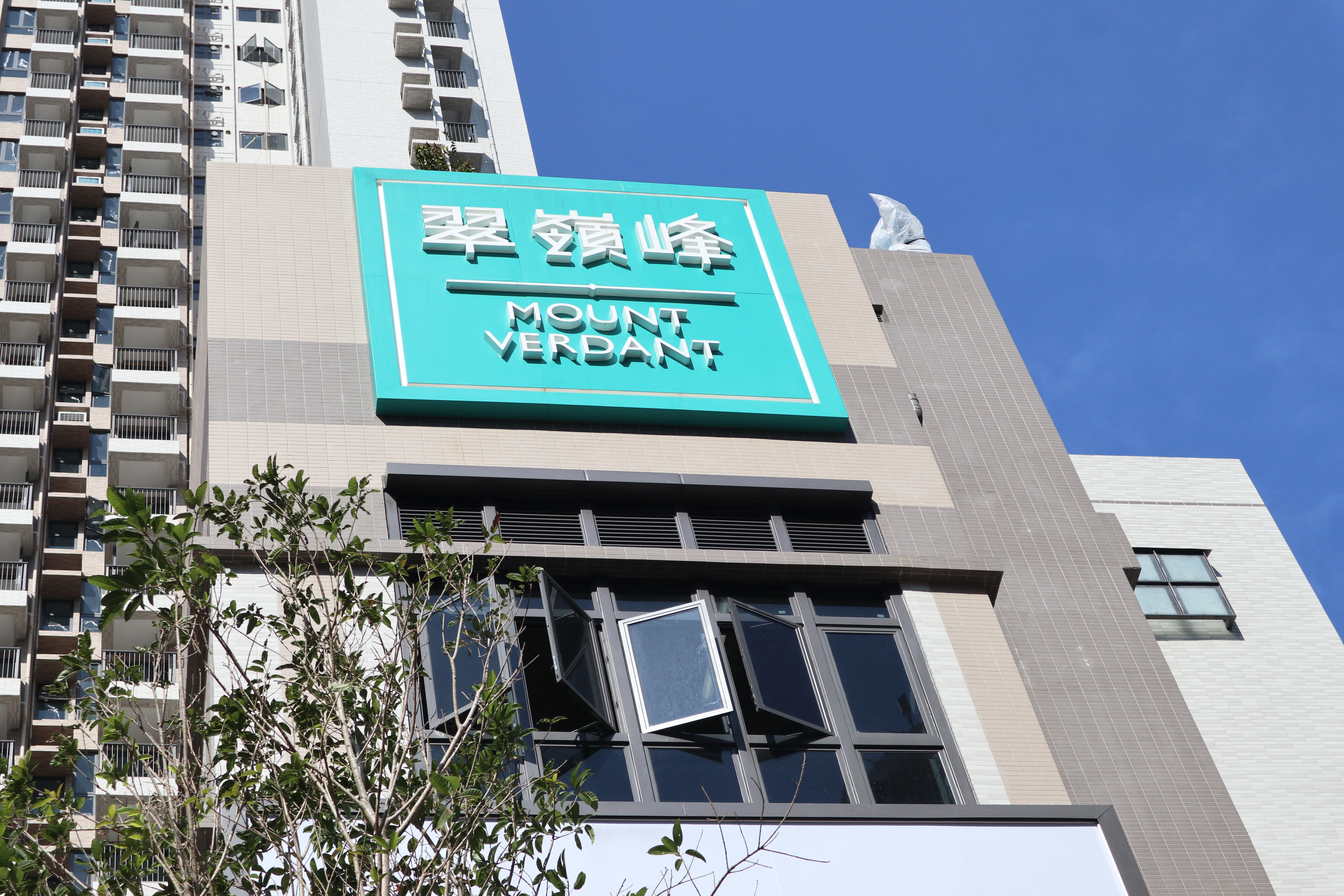
翠嶺峰屋苑牌坊（2019年11月）

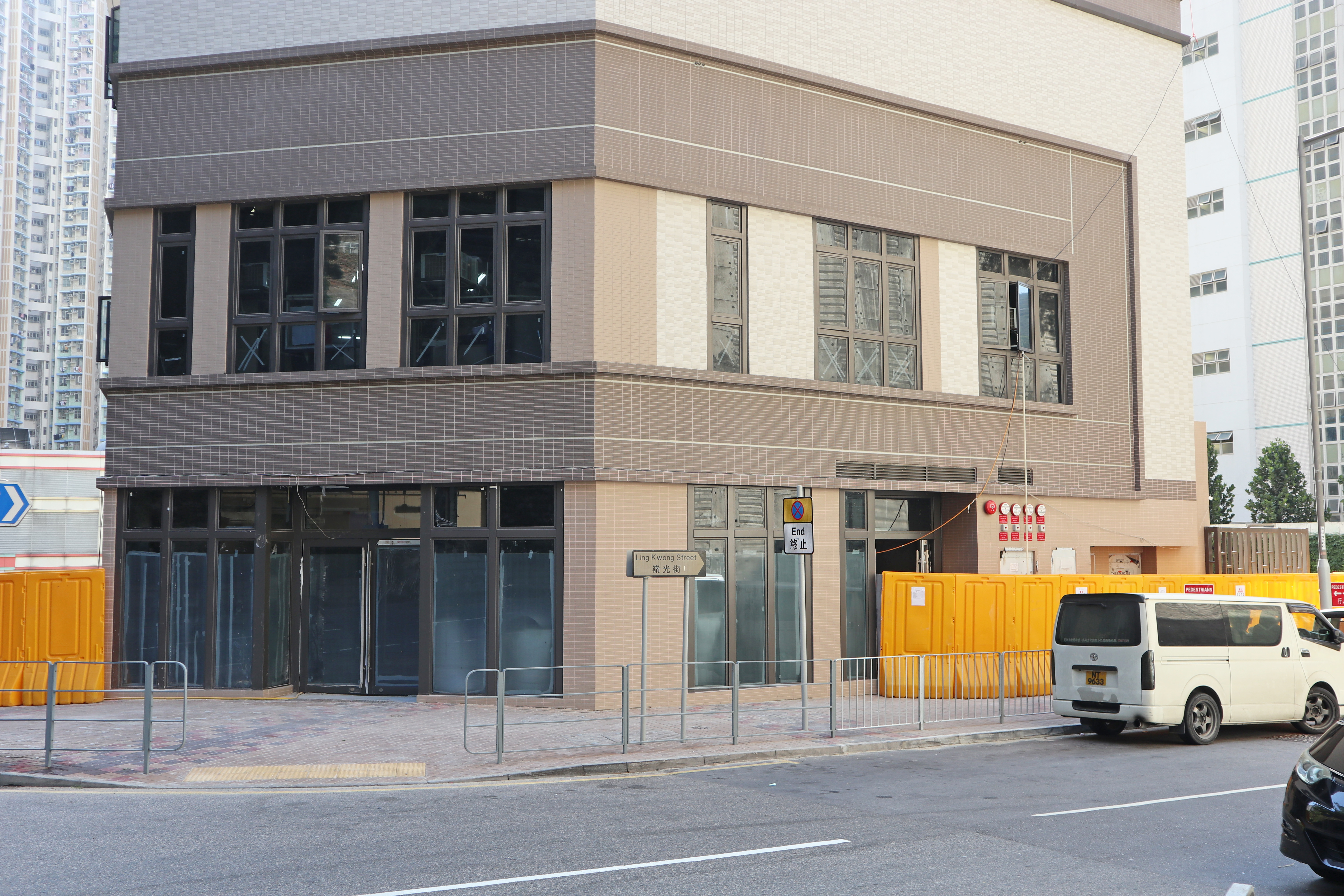
翠嶺峰位於嶺光街一方的入口（2019年11月）

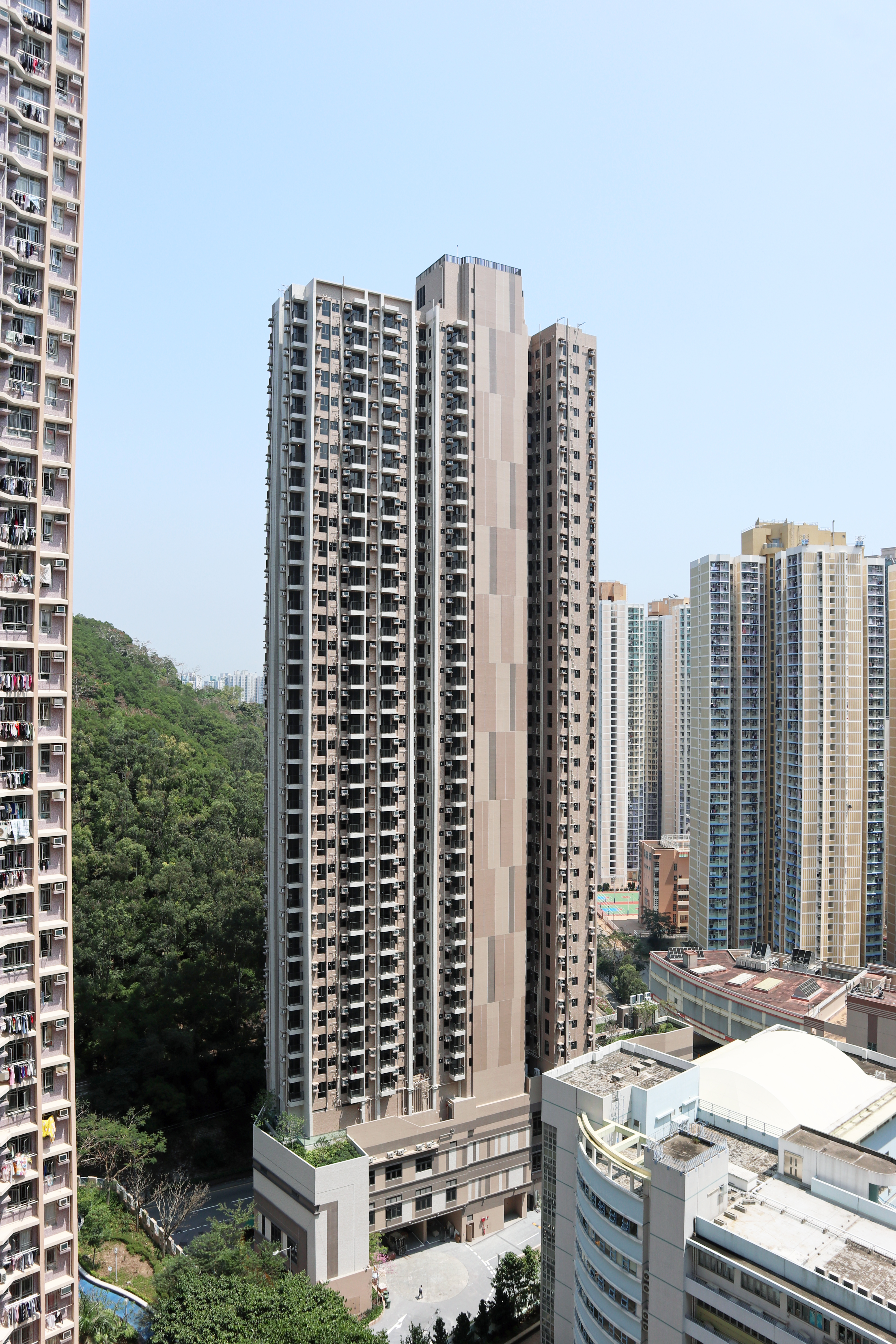
翠嶺峰側面外貌（2020年3月）

翠嶺峰是香港其中一個由香港房屋協會發展的一個資助出售房屋項目的屋苑，位於將軍澳調景嶺翠嶺路48號，屋苑入口位於嶺光街，毗鄰健明邨及真道書院小學部，屋苑由劉榮廣伍振民建築師事務所設計，精進建築承建，於2020年5月尾落成，隨後入伙。

## 屋苑資料
屋苑以單座式設計，樓高37層，共有330個單位，實用面積約280至600平方呎。翠嶺峰及屯門翠鳴臺將於2017年10月底至11月初推售，共提供620伙，兩盤面積由280呎至600多呎，約70％為是2房單位，3房大單位佔約10％。房協消息人士指，單位售價會參考2017年9月或10月的最新同區樓盤市價，過往一般以市價7折定價，相信折實呎價不會逾1萬元。而將軍澳翠嶺峰的呎價會較屯門翠鳴臺高出超過10%。

### 樓宇
| 樓宇名稱（座號） | 落成年份 | 樓宇類型       | 建築師                   | 承建商   |
| ---------------- | -------- | -------------- | ------------------------ | -------- |
| 翠嶺峰（A座）    | 2020年   | 建築師自行設計 | 劉榮廣伍振民建築師事務所 | 精進建築 |

### 獨特設計
屋苑部份單位屬廁所無窗的「黑廁」設計，消息人士解釋，屋苑地盤位置均呈長方形，若非「黑廁」，單位內便會有一條長長的走廊，實用率將被大減。

### 設施
3樓設有住客會所，設施包括健身室及多功能室。根據地契，屋苑基座2樓設精神健康綜合社區中心，而3樓面向翠嶺路的一邊會安裝隔音屏障。

### 商鋪
翠嶺峰基座設有商鋪，面積約10,000方呎，現有租戶包括教會及博士山(香港)國際幼稚園。2025年6月，房協以5020萬港元出售翠嶺峰商鋪，呎價約4787港元。

## 建築期間圖片庫

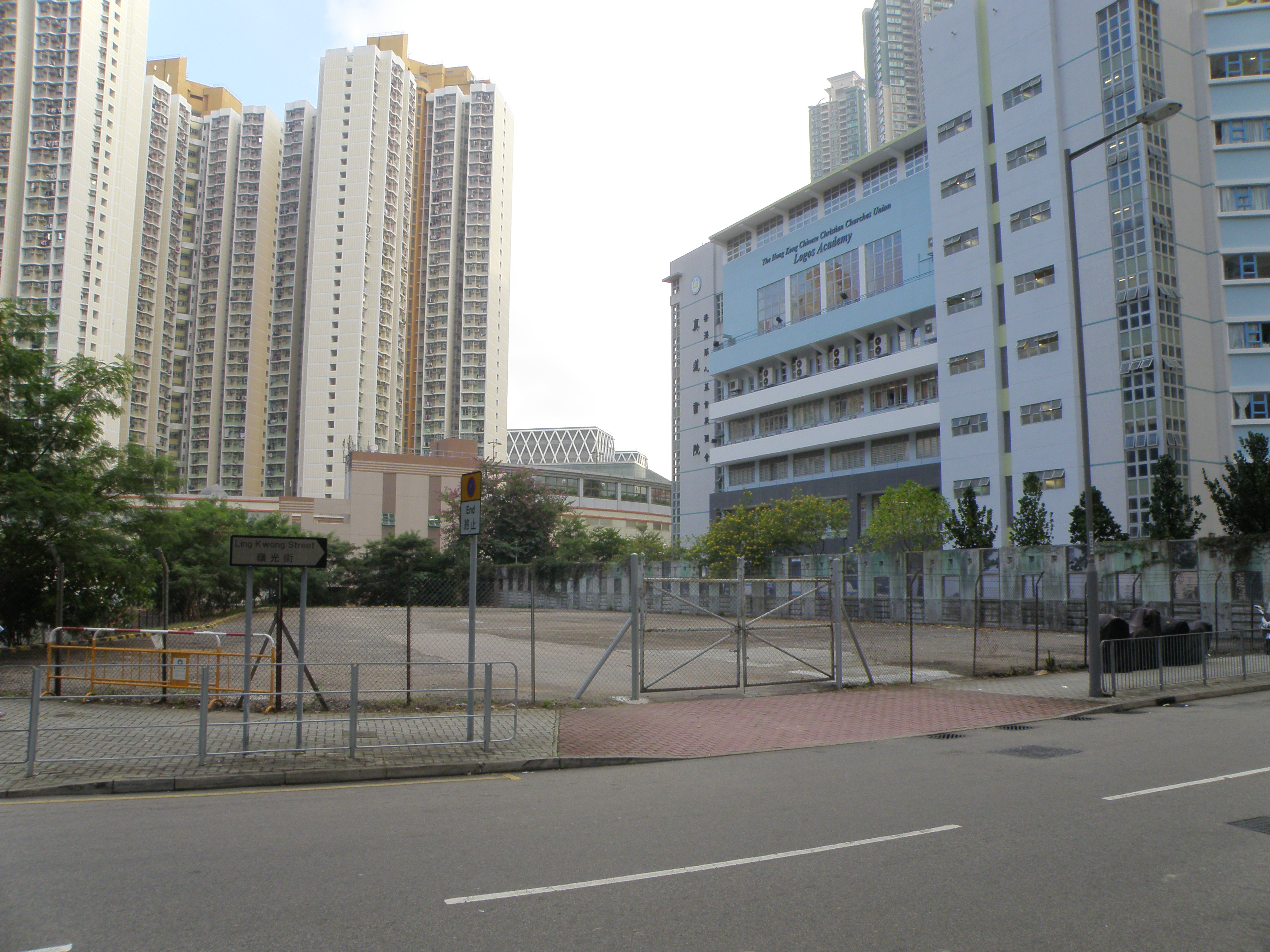
動工前的翠嶺峰（2015年11月）
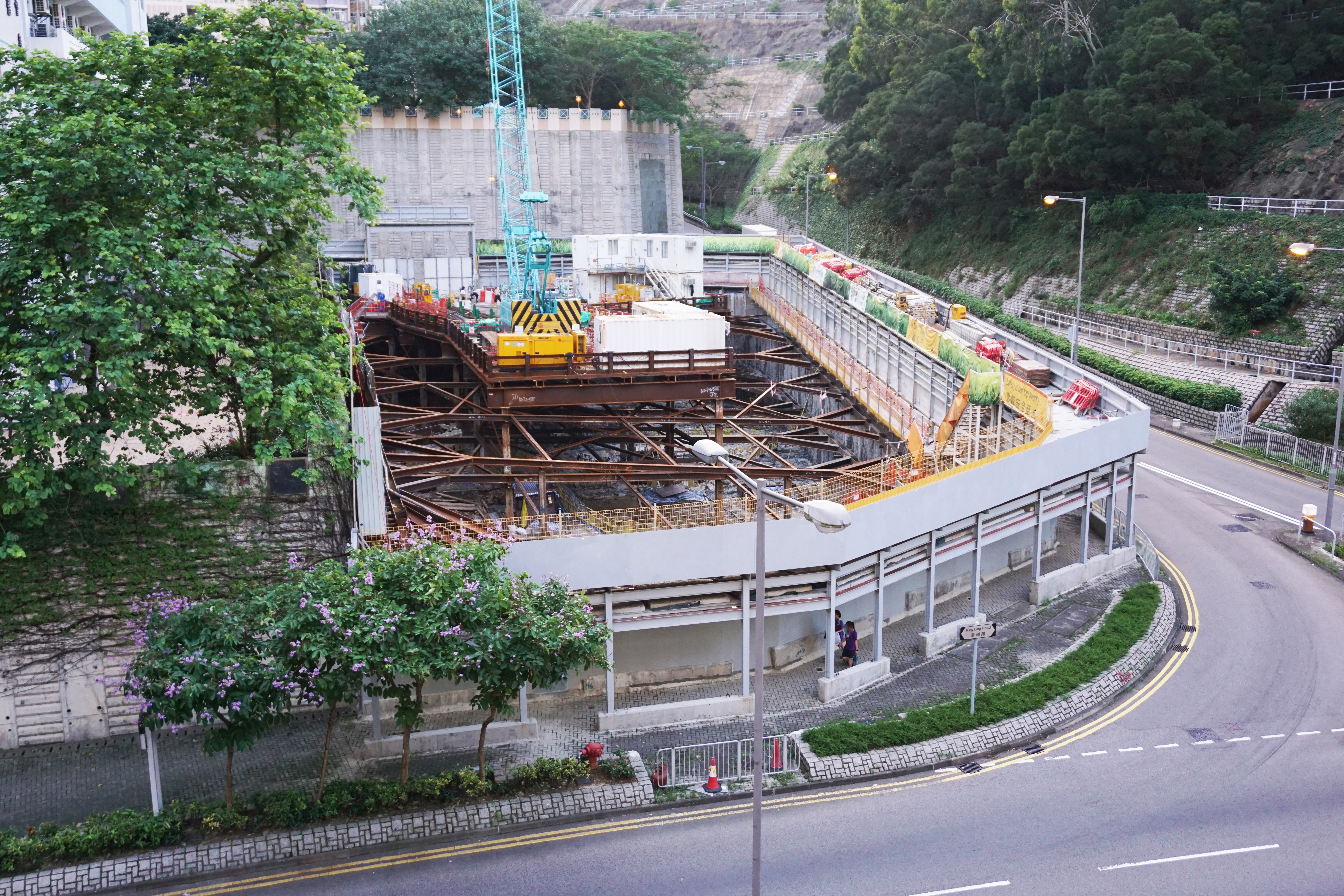
進行地基工程的翠嶺峰（2017年6月）
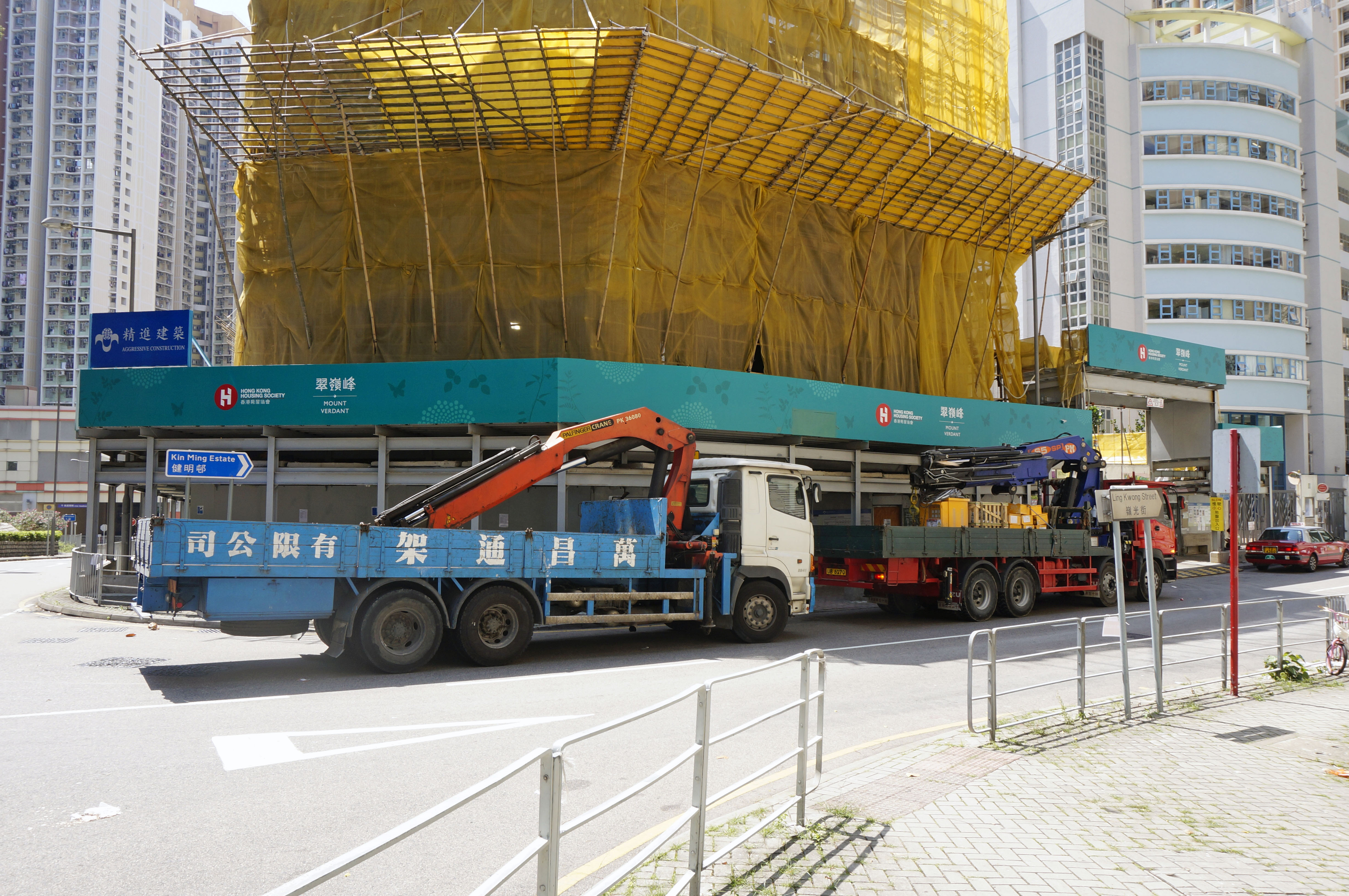
翠嶺峰地盤入口，前方為嶺光街（2018年5月）
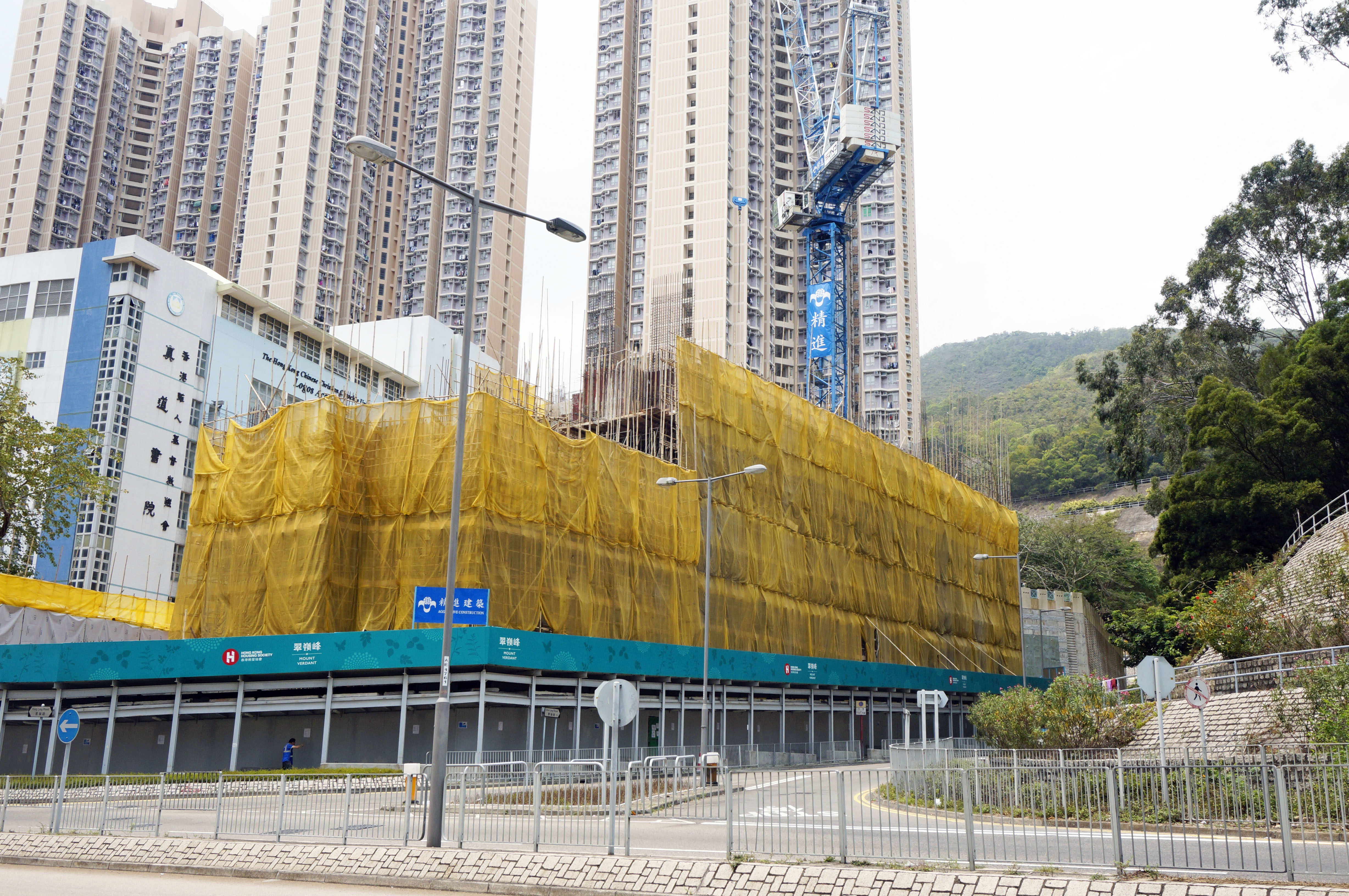
興建中的翠嶺峰（2018年4月）
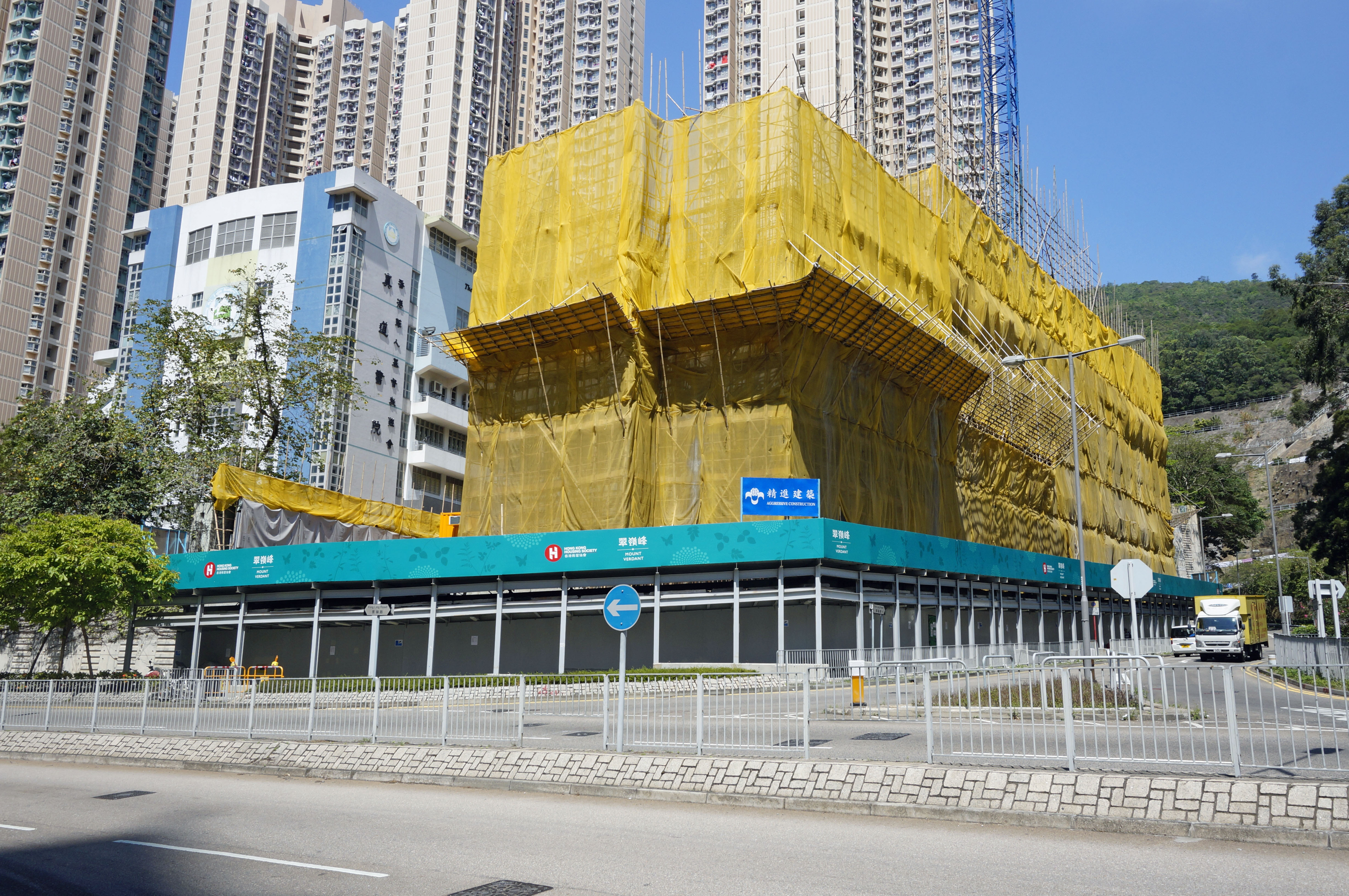
興建中的翠嶺峰（2018年5月）
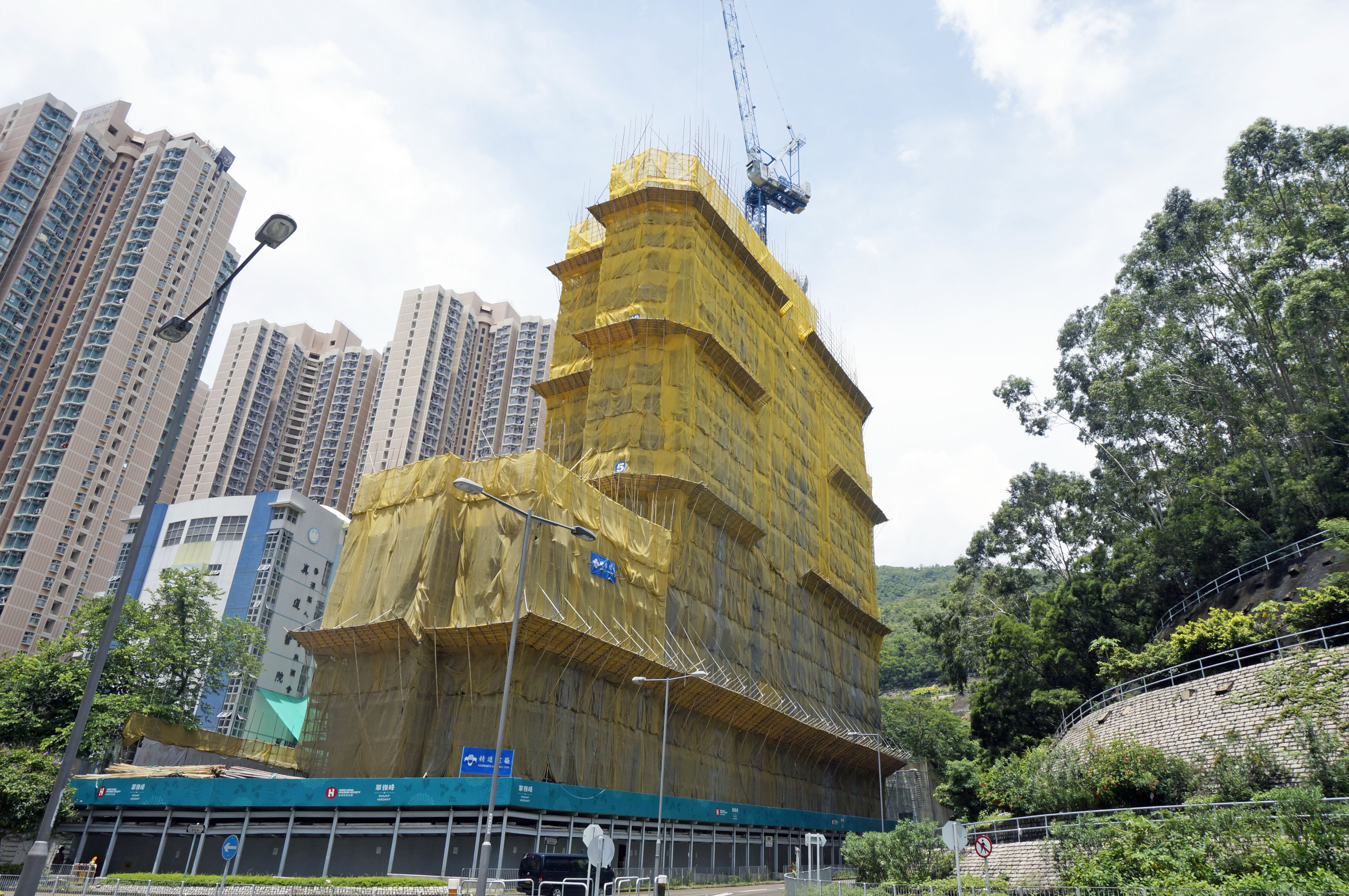
興建中的翠嶺峰（2018年8月）
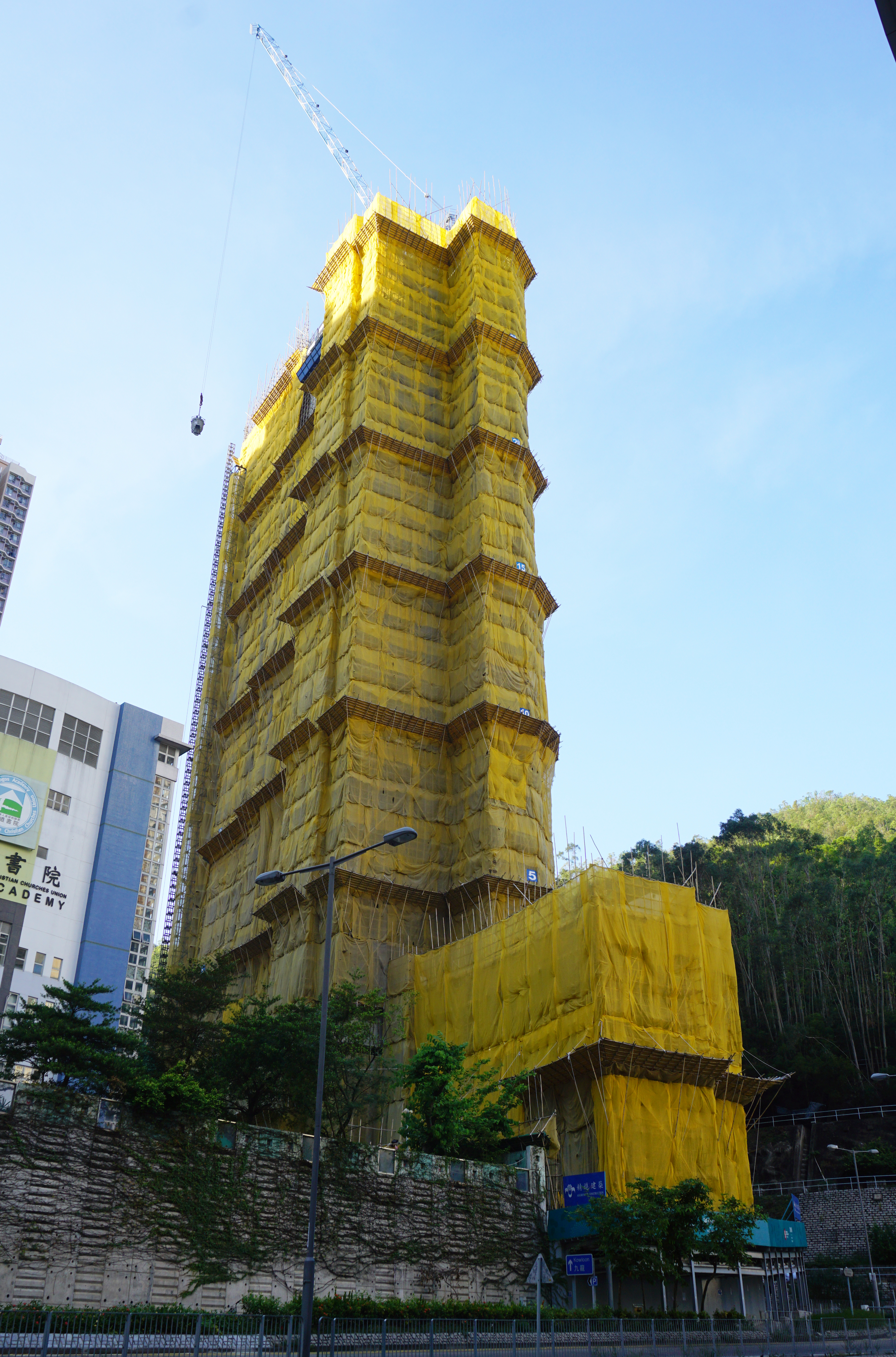
興建中的翠嶺峰（2018年10月）
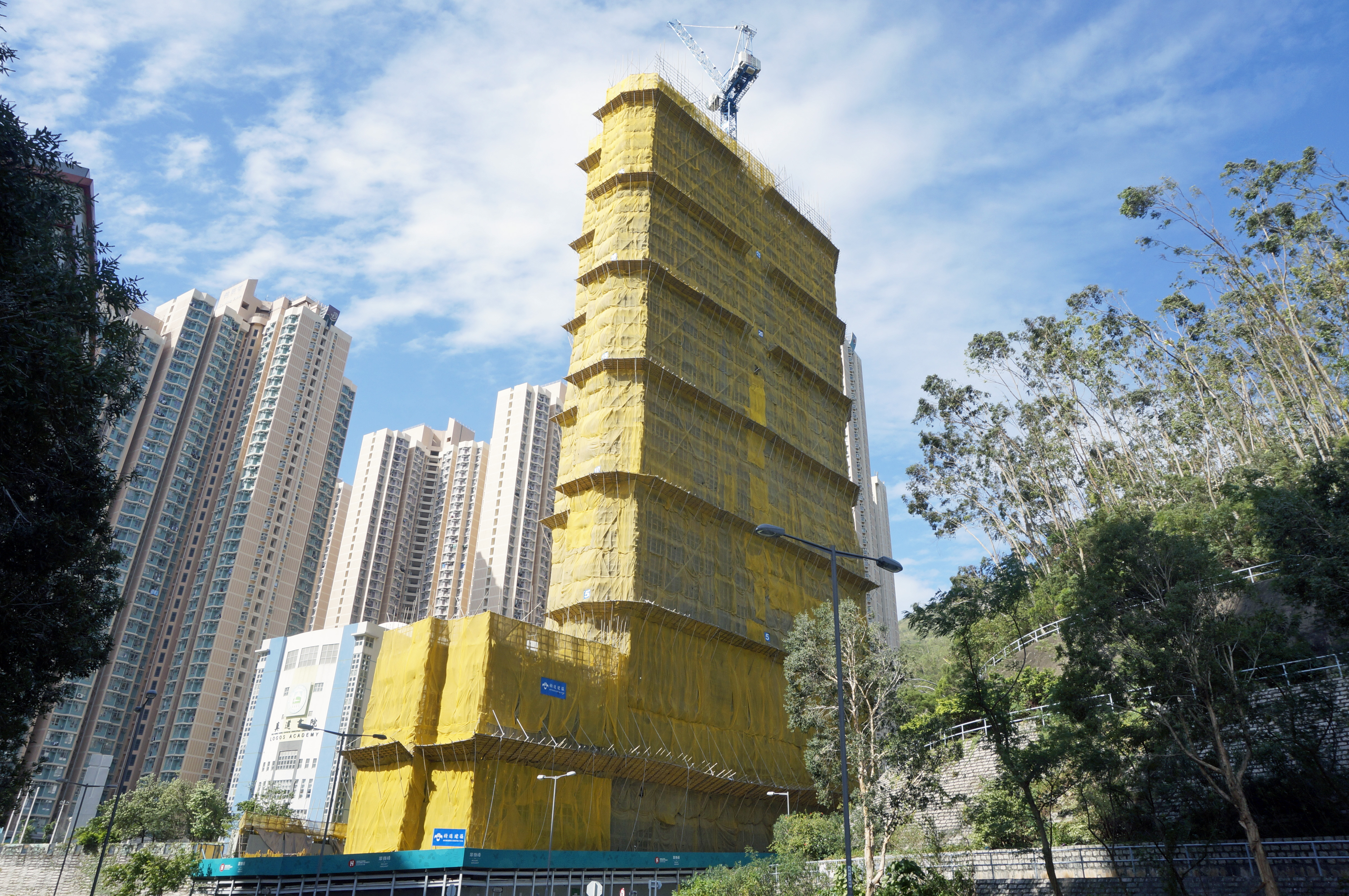
興建中的翠嶺峰（2018年11月）
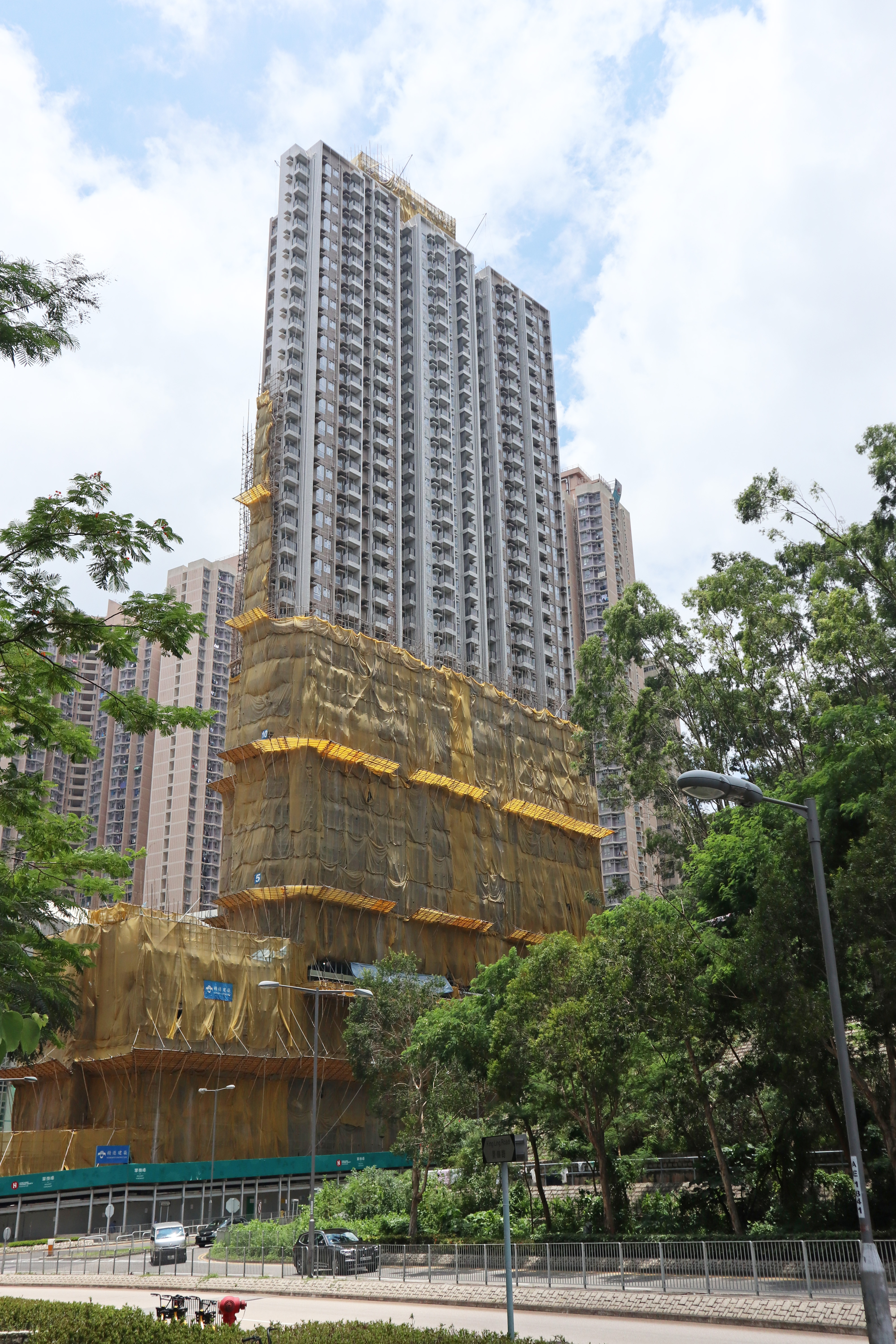
拆棚中的翠嶺峰（2019年6月）
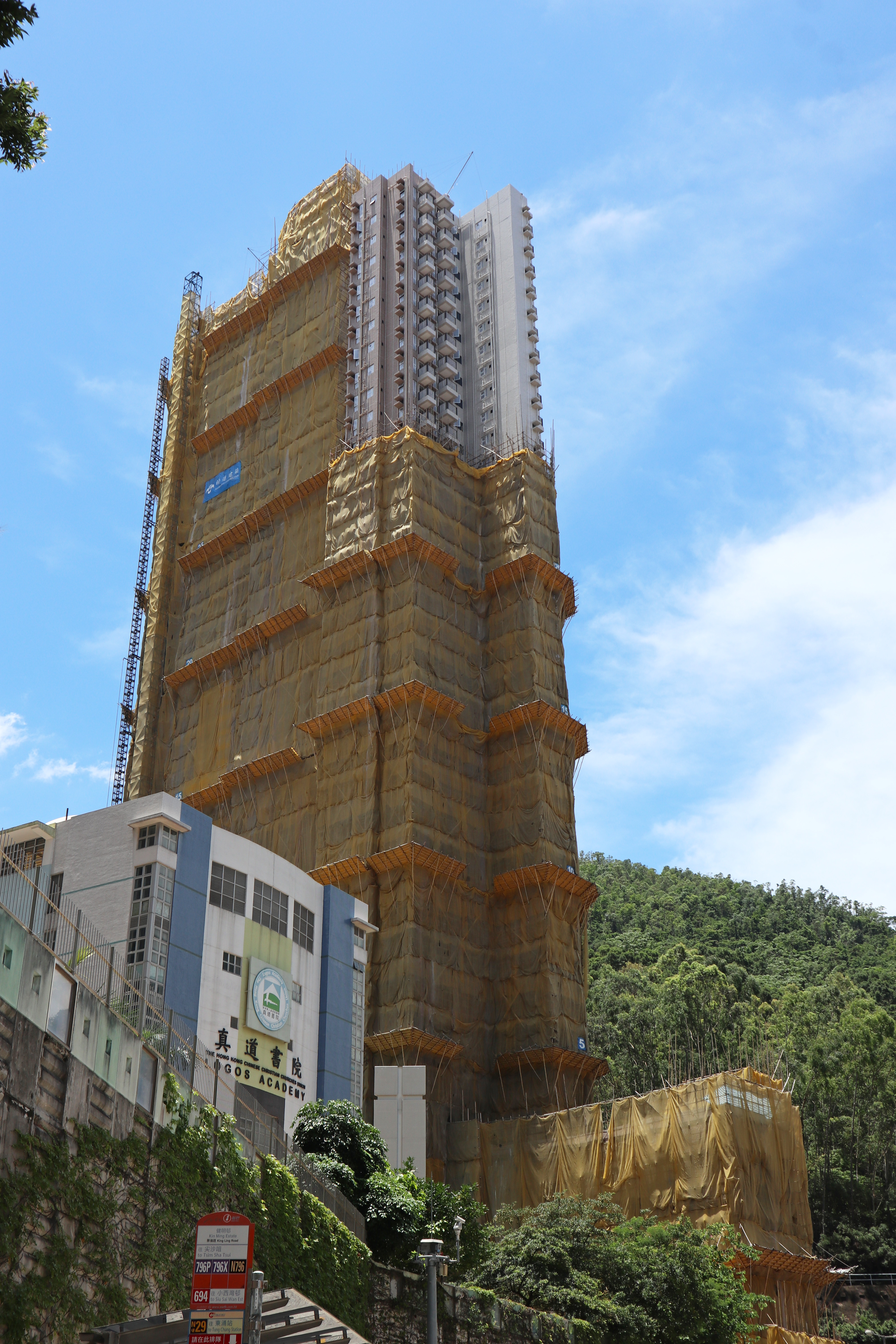
興建中的翠嶺峰（2019年6月）
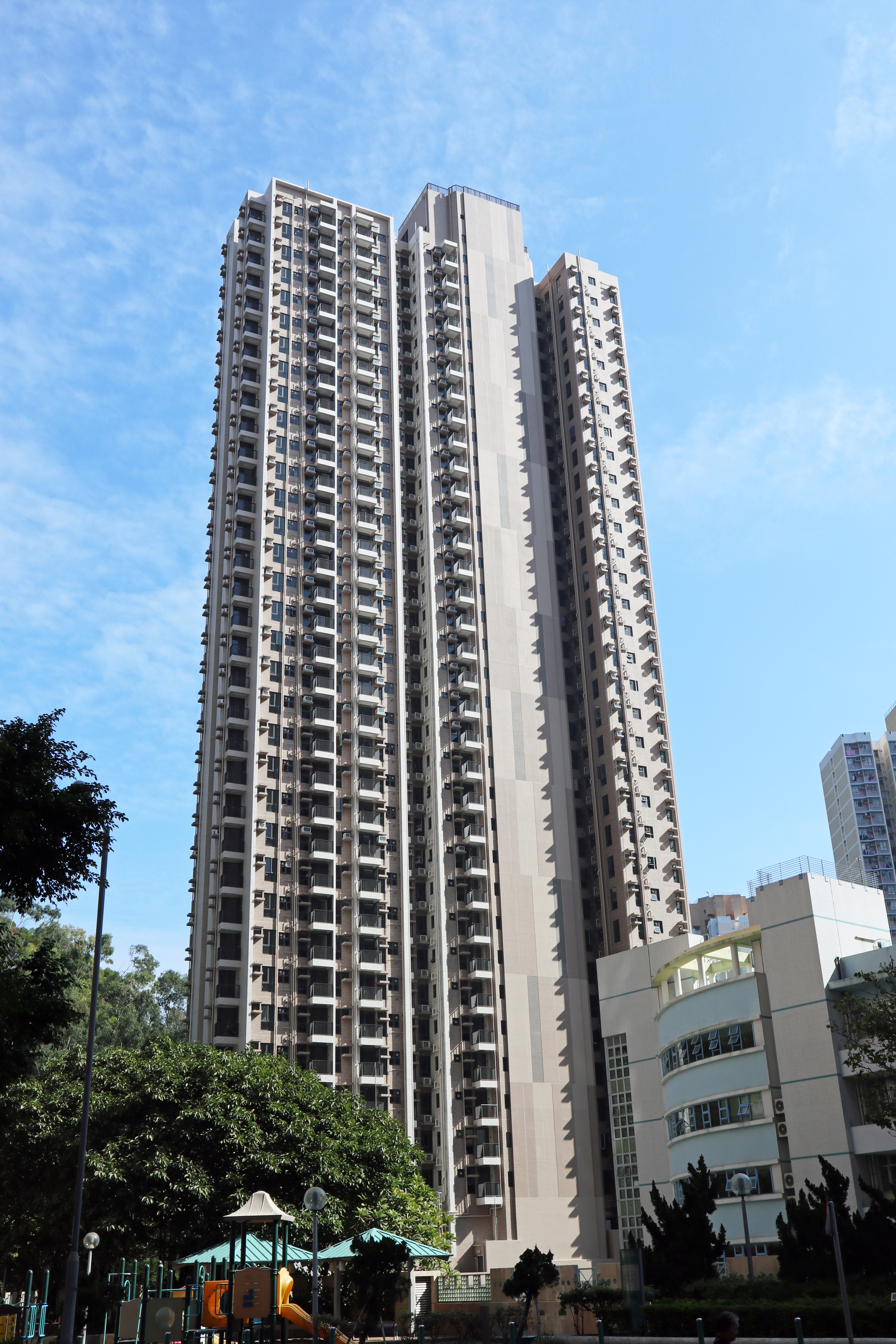
已竣工的翠嶺峰（2019年11月）
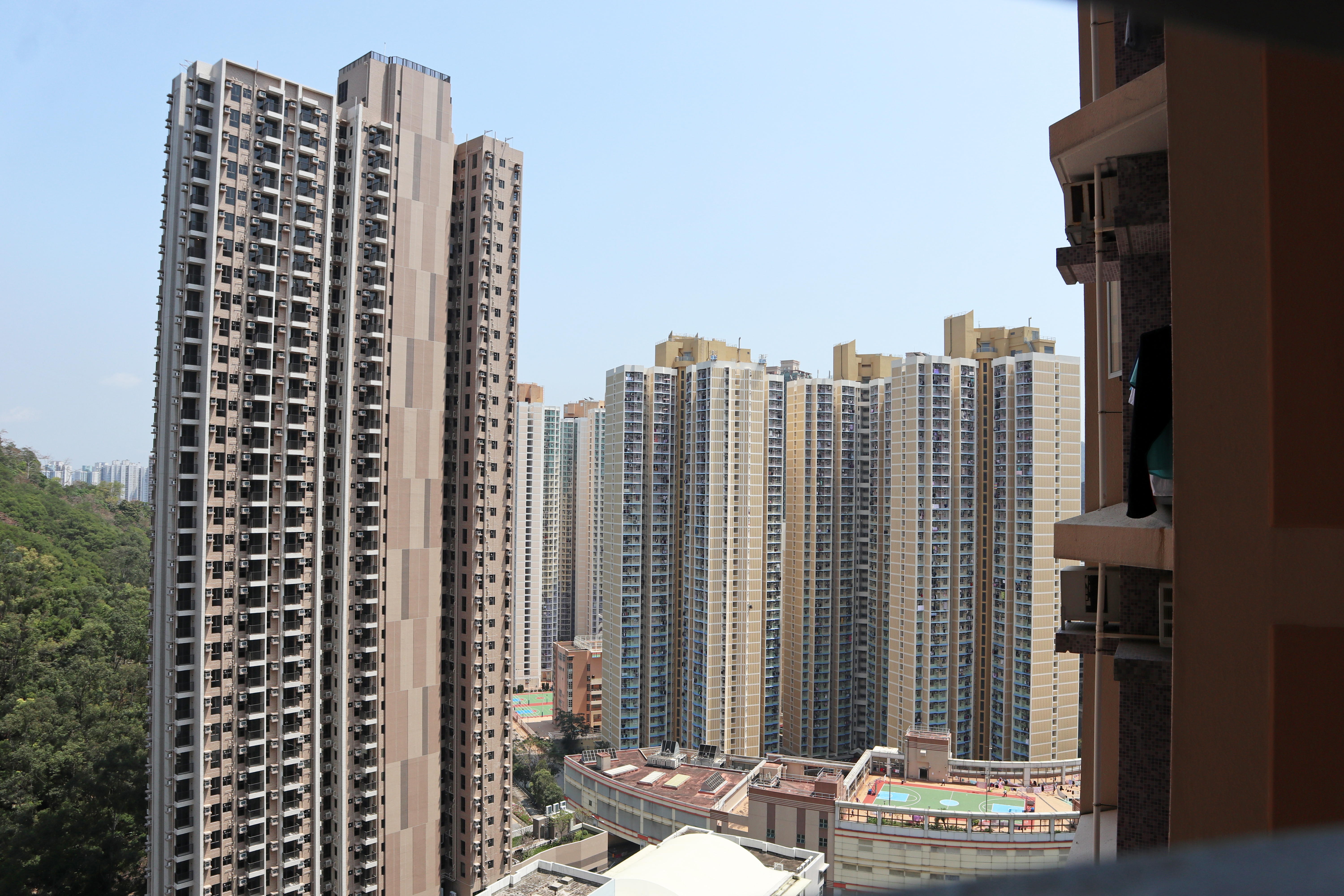
翠嶺峰與附近景觀（2020年3月）

## 資料來源
1. ↑  . 無綫新聞. 2017年10月30日  [2017年10月30日]. （原始内容存档于2018年6月28日）.（繁體中文）
2. ↑  . 香港經濟日報. 2017-08-17  [2018-12-01]. （原始内容存档于2018-12-01）.
3. ↑  王潔恩. . 香港01. 2017-10-31  [2018-12-01]. （原始内容存档于2018-12-01）.
4. ↑  . 明報. 2025-06-27  [2025-06-27] （中文（香港））.
5. ↑  .   [2016-09-17]. （原始内容存档于2016-09-18）.

## 外部連結
- 翠嶺峰 （页面存档备份，存于）